# Trebula Mutuesca
Trebula Mutuesca ou Trebula Mutusca ou Mutuscae était une ancienne cité des Sabins, dont l'emplacement est occupé par le village moderne de Monteleone Sabino, province de Rieti dans le Latium,.

## Historique
Pline l'Ancien mentionne les deux cités sabines nommées Trebula : Trebulani qui cognominantur Mutuscaei, et Trebulani qui Suffenates . Comme celle-ci semble avoir été de loin la plus importante des deux Trebula (l'autre étant Trebula Suffenas), c'est probablement celle que Strabon entend par là, qui mentionne Trebula sans adjonction distinctive mais en conjonction avec Eretum. Le Libri Coloniarumn  mentionne aussi une « Tribule », municipium qui est probablement le même endroit. Le poète latin Martial fait également allusion à Trebula comme étant située au milieu de vallées montagneuses froides et humides, mais on ne sait pas exactement à laquelle il fait référence.
Virgile parle de Mutusca comme abondant en oliviers (oliviferaeque Mutuscae , ce qui est encore le cas du voisinage de Monteleone Sabino, et un village proche porte par conséquent le nom d'Oliveto.
Plusieurs inscriptions ont également été trouvées ici, dont certaines portent le nom de son peuple, Plebs Trebulana , Trebulani Mutuscani et Trebulani Mut..

## Site archéologique
Parmi les vestiges on trouve les ruines d'un amphithéâtre, de thermes et de portions de l'ancienne route.

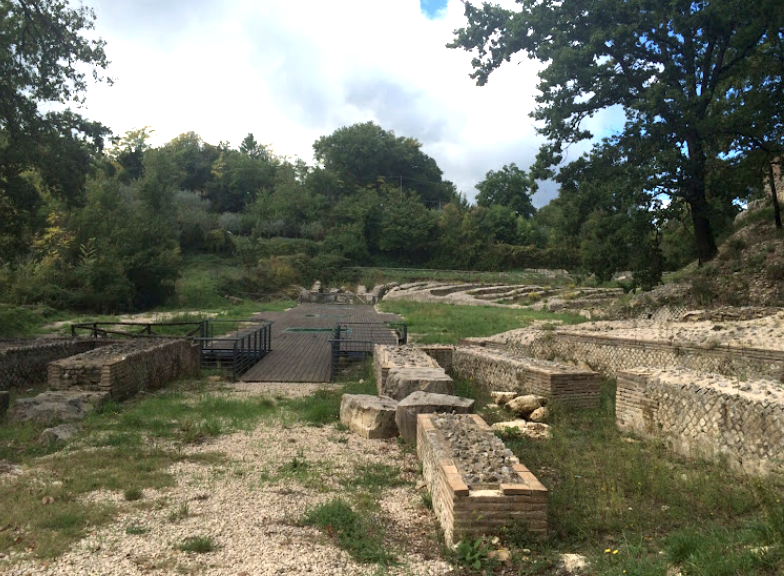
L'amphithéâtre de Trebula Mutuesca.

Des fouilles menées en 2000 ont mis au jour le porche du temple de Féronie, construit à l'origine en bois, remplacé plus tard par des murs de travertin et de briques.
En 2022, à proximité de Castellano, on a découvert une imposante citerne rectangulaire de 100 m de long, de près de 5 m de large et de haut, alimentée par 10 puits et d'une capacité d'environ 80 000 litres. Il s'agit d'un castellum aquae, avec 3 chambres d'où des tuyaux en plomb conduisaient l'eau vers le forum et la ville, avec un système de siphon inversé. Elle a été construite au Ier siècle av. J.-C. avant les travaux de réorganisation de la zone qui ont eu lieu sous Trajan.

## Musée archéologique

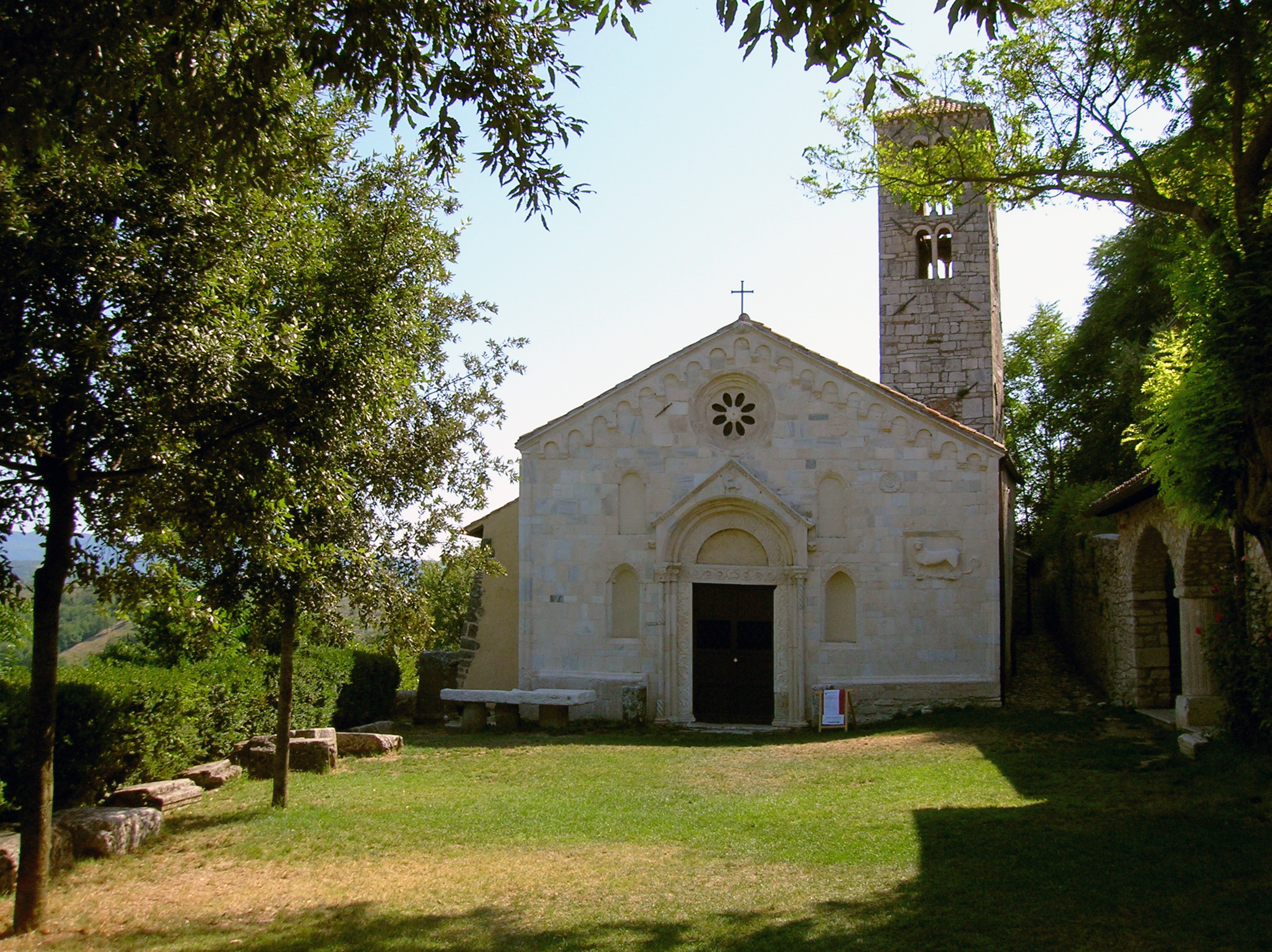
Sanctuaire de Santa Victoria.

Le parcours de l'exposition est divisé en cinq sections : aperçu géologique et historique du territoire, avec la description des principales présences archéologiques de l' ager trebulanus ; époque préromaine, en référence aux sanctuaires et aux matériaux du dépôt votif du sanctuaire de Santa Vittoria ; époque romaine, où le passage de Trebula de vicus à municipium est expliqué par une exposition de trouvailles sculpturales provenant à la fois de fouilles anciennes et de découvertes fortuites ; des sections épigraphiques, où sont exposées certaines épigraphes et, parmi les plus significatives qui ne peuvent être exposées dans un musée, une reproduction photographique est proposée. Santa Vittoria et le complexe des catacombes, une excursion sur l'église romane, sur les présences archéologiques qui y sont liées et sur la zone du cimetière qui y est liée.

## Galerie

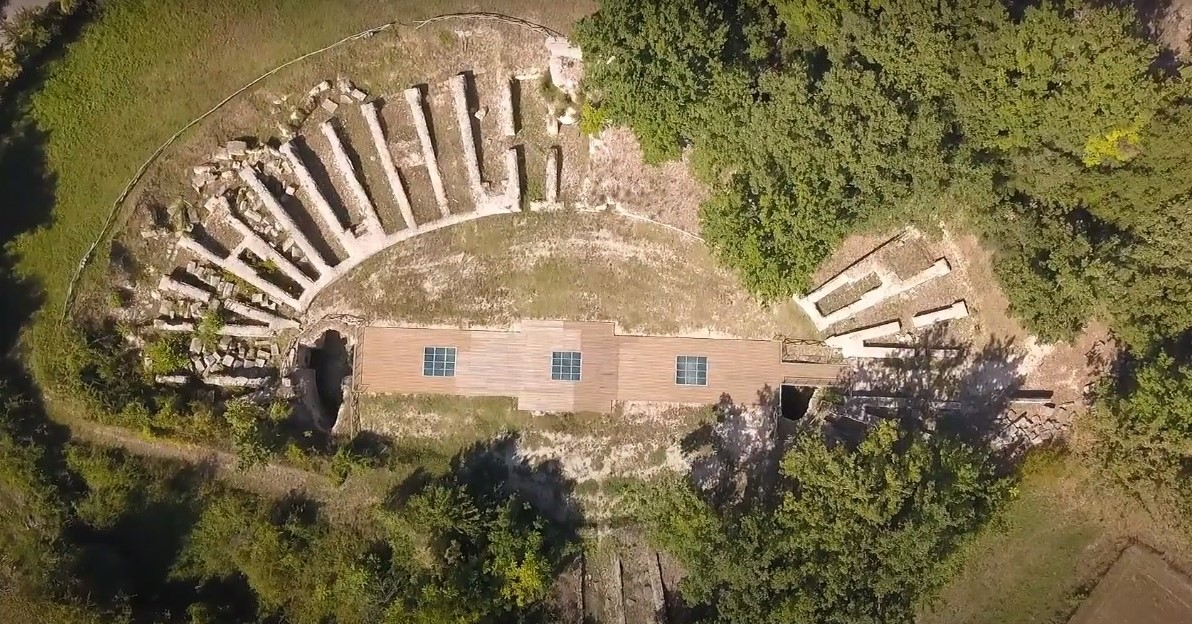
Amphithéâtre de Trebula Mutuesca
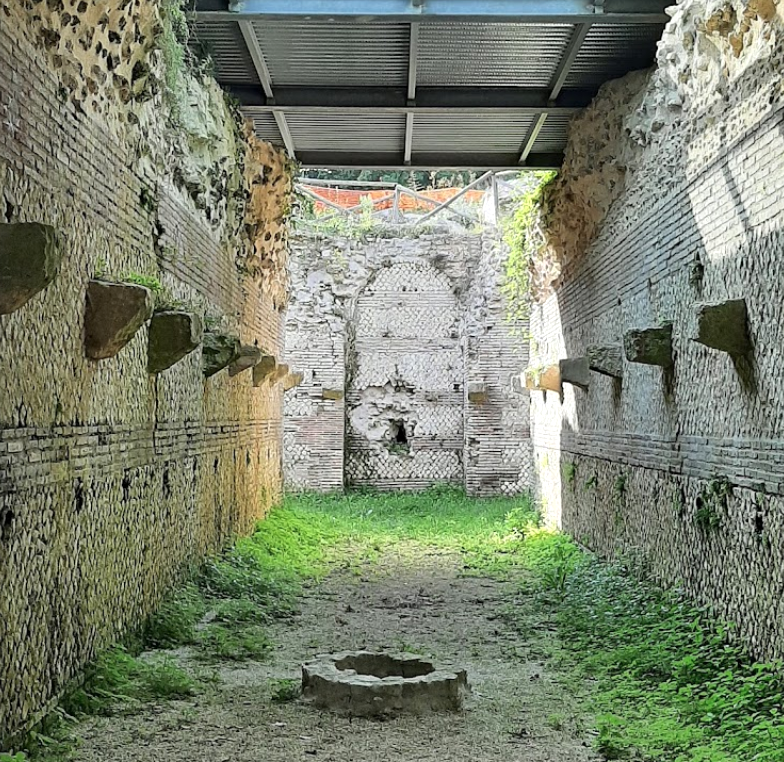
Couloir intérieur de l'amphithéâtre